# Rue Chateaubriand
Rue Chateaubriand är en gata i Quartier du Faubourg-du-Roule i Paris åttonde arrondissement. Gatan är uppkallad efter den franske författaren och politikern François-René de Chateaubriand (1768–1848). Rue Chateaubriand börjar vid Rue Washington 17 och slutar vid Avenue de Friedland 33.

## Omgivningar
- Saint-Philippe-du-Roule
- Impasse Fortin
- Cité Odiot

## Bilder
| - Gatuskylt. - Saint-Philippe-du-Roule. |

## Kommunikationer
- Tunnelbana – linje  – George V
- Busshållplats Balzac – Paris bussnät

### Webbkällor
- ”Rue Chateaubriand”. Mairie de Paris. https://web.archive.org/web/20190905051854/http://www.v2asp.paris.fr/commun/v2asp/v2/nomenclature_voies/Voieactu/1908.nom.htm. Läst 17 november 2023.
- ”Rue Chateaubriand (8ème arrondissement)”. Les rues de Paris. https://web.archive.org/web/20160409064318/http://www.parisrues.com/rues08/paris-08-rue-chateaubriand.html. Läst 17 november 2023.